# Ендрю Паттісон
Ендрю Паттісон (Шаблон:Lang-ут; нар. 30 січня 1949) — колишній родезійський тенісист.
Найвищу одиночну позицію світового рейтингу — 24 місце досяг 27 вересня 1974 року.
Здобув 4 одиночні та 7 парних титулів.
Найвищим досягненням на турнірах Великого шолома був чвертьфінал в одиночному розряді.
Завершив кар'єру 1983 року.

## Фінали за кар'єру (відкрита ера)

### Одиночний розряд (4–7)
Шаблон:Disputed section
| Результат | W-L | Дата     | Турнір              | Покриття   | Суперник         | Рахунок            |
| --------- | --- | -------- | ------------------- | ---------- | ---------------- | ------------------ |
| Поразка   | 1–1 | Лип 1972 | Колумбус, США       | Тверде     | Джиммі Коннорс   | 5–7, 3–6, 5–7      |
| Поразка   | 1–2 | Лип 1972 | Tanglewood, США     | Ґрунт      | Боб Г'юїтт       | 6–3, 3–6, 1–6      |
| Поразка   | 1–3 | Сер 1972 | Мастерс Канада      | Ґрунт      | Іліє Настасе     | 4–6, 3–6           |
| Перемога  | 2–3 | Кві 1974 | Монте-Карло, Монако | Ґрунт      | Іліє Настасе     | 5–7, 6–3, 6–4      |
| Перемога  | 3–3 | Кві 1974 | Йоганнесбург, ПАР   | Тверде     | Джон Александер  | 6–3, 7–5           |
| Поразка   | 3–4 | Жов 1974 | Відень, Австрія     | Тверде (i) | Вітас Ґерулайтіс | 4–6, 6–3, 3–6, 2–6 |
| Поразка   | 3–5 | Січ 1976 | Колумбус, США       | Килим (i)  | Артур Еш         | 6–3, 3–6, 6–7(4–7) |
| Поразка   | 3–6 | Лют 1976 | Дейтон, США         | Килим (i)  | Хайме Фійоль     | 4–6, 7–6, 4–6      |
| Перемога  | 4–6 | Вер 1977 | Лагуна-Нігел, США   | Тверде     | Колін Діблі      | 2–6, 7–6, 6–4      |
| Перемога  | 5–6 | Лис 1979 | Йоганесбурґ, ПАР    | Тверде     | Віктор Печчі     | 2–6, 6–3, 6–2, 6–3 |
| Поразка   | 5–7 | Лип 1980 | Ньюпорт, США        | Трава      | Віджай Амрітрадж | 1–6, 7–5, 3–6      |

### Парний розряд (7–12)
| Результат | W-L  | Дата     | Турнір                                | Покриття   | Партнер               | Суперники                          | Рахунок                   |
| --------- | ---- | -------- | ------------------------------------- | ---------- | --------------------- | ---------------------------------- | ------------------------- |
| Поразка   | 0–1  | Чер 1972 | Істборн, Велика Британія              | Трава      | Ніколас Калогеропулос | Хуан Хісберт стар. Мануель Орантес | 6–8, 3–6                  |
| Перемога  | 1–1  | Лип 1972 | Tanglewood, США                       | Ґрунт      | Боб Г'юїтт            | Джим Макманус Джим Осборн          | 6–4, 6–4                  |
| Поразка   | 1–2  | Бер 1973 | Атланта, U.S.                         | Ґрунт      | Боб Мод               | Рой Емерсон Род Лейвер             | 6–7, 3–6                  |
| Поразка   | 1–3  | Лип 1973 | Washington Open, США                  | Ґрунт      | Дік Крілі             | Росс Кейс Джефф Мастерз            | 6–2, 1–6, 4–6             |
| Поразка   | 1–4  | Лют 1974 | Солсбері, США                         | Килим (i)  | Байрон Бертрам        | Джиммі Коннорс Фрю Макміллан       | 6–3, 2–6, 1–6             |
| Поразка   | 1–5  | Кві 1974 | Йоганнесбург, ПАР                     | Тверде     | Джим Макманус         | Боб Г'юїтт Фрю Макміллан           | 2–6, 4–6, 6–7             |
| Перемога  | 2–5  | Лис 1974 | Відень, Австрія                       | Тверде (i) | Реймонд Мур           | Боб Г'юїтт Фрю Макміллан           | 6–4, 5–7, 6–4             |
| Поразка   | 2–6  | Лют 1977 | Дейтон, США                           | Килим (i)  | Джефф Боров'як        | Генк Пфістер Балч Волтс            | 4–6, 6–7                  |
| Поразка   | 2–7  | Жов 1978 | Базель, Швейцарія                     | Тверде (i) | Брюс Менсон           | Войцех Фібак Джон Макінрой         | 6–7, 5–7                  |
| Перемога  | 3–7  | Лис 1978 | Париж, Франція                        | Тверде (i) | Брюс Менсон           | Йон Ціріак Гільєрмо Вілас          | 7–6, 6–2                  |
| Поразка   | 3–8  | Бер 1980 | Франкфурт-на-Майні, Західна Німеччина | Килим (i)  | Балч Волтс            | Віджай Амрітрадж Стен Сміт         | 7–6, 2–6, 2–6             |
| Поразка   | 3–9  | Бер 1980 | Мілан, Італія                         | Килим (i)  | Балч Волтс            | Пітер Флемінг Джон Макінрой        | 2–6, 7–6, 2–6             |
| Поразка   | 3–10 | Чер 1980 | Сербітон, Велика Британія             | Трава      | Балч Волтс            | Марк Едмондсон Кім Ворвік          | 6–7, 7–6, 7–6, 6–7, 13–15 |
| Перемога  | 4–10 | Лип 1980 | Ньюпорт, США                          | Трава      | Балч Волтс            | Фріц Бунінг Пітер Реннерт          | 7–6, 6–4                  |
| Перемога  | 5–10 | Жов 1980 | Кельн, Західна Німеччина              | Килим (i)  | Бернард Міттон        | Ян Кодеш Томаш Шмід                | 6–4, 6–1                  |
| Перемога  | 6–10 | Бер 1981 | Денвер, США                           | Килим (i)  | Балч Волтс            | Мел Перселл Дік Стоктон            | 6–3, 6–4                  |
| Поразка   | 6–11 | Лип 1981 | Гілверсум, Нідерланди                 | Ґрунт      | Реймонд Мур           | Гайнц Ґюнтгардт Балаж Тароці       | 0–6, 2–6                  |
| Перемога  | 7–11 | Сер 1981 | Саут-Орандж, США                      | Тверде     | Фріц Бунінг           | Шломо Глікштейн Давід Шнайдер      | 6–1, 6–4                  |
| Поразка   | 7–12 | Лис 1982 | Йоганнесбург, ПАР                     | Тверде     | Шломо Глікштейн       | Браян Готтфрід Фрю Макміллан       | 2–6, 2–6                  |